# تاراکو (فیلم‌نامه‌نویس)
تاراکو (انگلیسی: Tarako; ۱۷ دسامبر ۱۹۶۰ – ) خواننده، صداپیشگی در ژاپن، فیلم‌نامه‌نویس، بازیگر، و آهنگساز اهل ژاپن بود. وی از سال ۱۹۸۱ میلادی تاکنون مشغول فعالیت بوده‌است.